# Jacob Lawrence
Jacob Lawrence  né le 7 septembre 1917 Atlantic City (New Jersey), mort le  9 juin 2000, à Seattle (Washington) est un peintre afro-américain et une des figures du mouvement culturel afro-américain dit la Renaissance de Harlem.

## Biographie
Jacob Lawrence né Jacob Armstead Lawrence, commence à être connu lorsqu'il vivait à Harlem (1930) ; il travailla dans le cadre de la Works Progress Administration à l'époque du New Deal. Il s'installa finalement à Seattle où il enseigna les arts à l'université de Washington. Il peint des scènes représentant l'histoire des Noirs en Amérique.
Jacob Lawrence était un artiste américain du XXe siècle, né en 1917 à Atlantic City et décédé en 2000 à Seattle. Il était principalement connu pour ses peintures abordant des thèmes sociaux et politiques, notamment les luttes pour les droits civiques des Afro-Américains.
Lawrence a été influencé par le mouvement de la Renaissance de Harlem, qui était un mouvement culturel et artistique important dans les années 1920 et 1930 aux États-Unis. Il a étudié à l'Art Institute of Chicago et à l'American Artists School de New York, où il a développé son propre style distinctif.
Lawrence est surtout connu pour sa série de peintures "Migration Series", composée de 60 tableaux qui racontent l'histoire de la migration des Afro-Américains du Sud vers le Nord pendant les années 1910 et 1920. Cette série a été exposée pour la première fois à la galerie Downtown de New York en 1941, ce qui a valu à Lawrence une reconnaissance nationale. En 1941, il épouse Gwendolyn Knight (en)
Le style de Lawrence est caractérisé par l'utilisation de formes géométriques simples et des couleurs vives, qui servent à accentuer les thèmes sociaux et politiques qu'il aborde dans ses œuvres. Il a également été influencé par l'art africain, notamment la stylisation des formes et les motifs répétitifs.
L'œuvre de Jacob Lawrence a eu une influence significative sur l'art américain du XXe siècle et continue d'inspirer les artistes d'aujourd'hui.

## Élèves
- Derek Fordjour[6].